# Elano
Elano Ralph Blumer (Iracemápolis (São Paulo), 14 juni 1981) is een Braziliaans oud-voetballer die bij voorkeur op het middenveld speelt. Hij speelde sinds juli 2012 bij Grêmio Foot-Ball Porto Alegrense. Hij debuteerde in oktober 2004 in het Braziliaans voetbalelftal, waarvoor hij nadien meer dan veertig interlands speelde.

## Carrière
Elano begon zijn carrière bij de jeugd van Guarani, een club uit Brazilië. Na een kort verblijf bij Associação Atlética Internacional maakte hij de overstap naar de professionele voetbalwereld door bij Santos te tekenen. Daar speelde hij samen met onder meer Robinho, Diego en Alex. Elano verwierf al snel een reputatie als getalenteerde en doelgerichte middenvelder en maakte deel uit van de kampioenenploeg van 2004. Na drie jaar en 34 doelpunten, verkaste bij naar FC Sjachtar Donetsk. Hoewel hij er eerst regelmatig bankzitter was, groeide hij uit tot een sleutelspeler en werd in die tijd ook opgeroepen voor de nationale ploeg van Brazilië.
Op 12 augustus 2007 betaalde Manchester City ruim 10,5 miljoen euro voor de Braziliaan, die een contract van vier seizoenen tekende. Hij maakte zijn debuut op de openingsspeeldag tegen West Ham, waarin hij meteen de assist gaf voor het eerste doelpunt. Zijn eerste doelpunt maakte hij in september tegen Newcastle.
Elano speelde meer dan veertig keer voor het Braziliaans voetbalelftal, de eerste keer in oktober 2004. Zijn eerste twee doelpunten maakte hij in 2006 in een vriendschappelijke wedstrijd tegen Argentinië. In 2007 won hij met Brazilië de Copa América, onder meer dankzij een assist van hem in de finale. Bondscoach Dunga nam Elano mee naar het WK 2010. Daar begon hij de eerste twee wedstrijden tegen Noord-Korea (2-1 winst) en Ivoorkust (3-1 winst) in de basis. Een tackle van Ivoriaan Cheik Tioté na een uur spelen leverde hem een blessure op die hem zowel de rest van de wedstrijd, als de volgende duels kostte.
Eind november 2010 werd bekend dat Elano, na de winterstop van het seizoen 2010/2011, terugkeert naar zijn geboorteland om uit te komen voor zijn oude club Santos FC. Santos betaalt 3 miljoen euro voor de Braziliaan die een contract voor drie jaar tekende. Na anderhalf seizoen stapte hij over naar reeksgenoot Grêmio FB.
Sinds 2014 speelt hij voor het Indische Chennaiyin FC.

## Statistieken
| Seizoen | Club             | Competitie          | Competitie | Competitie | Beker | Beker  | Internationaal | Internationaal | Totaal | Totaal |
| Seizoen | Club             | Competitie          | Wed.       | Doelp.     | Wed.  | Doelp. | Wed.           | Doelp.         | Wed.   | Doelp. |
| ------- | ---------------- | ------------------- | ---------- | ---------- | ----- | ------ | -------------- | -------------- | ------ | ------ |
| 2001/02 | Santos           | Série A             | 2          | 0          | 0     | 0      | 0              | 0              | 2      | 0      |
| 2002/03 | Santos           | Série A             | 0          | 0          | 0     | 0      | 17             | 2              | 17     | 2      |
| 2003/04 | Santos           | Série A             | 41         | 15         | 0     | 0      | 12             | 5              | 53     | 20     |
| 2004/05 | Sjachtar Donetsk | Premjer Liha        | 13         | 4          | 2     | 0      | 4              | 1              | 19     | 5      |
| 2005/06 | Sjachtar Donetsk | Premjer Liha        | 25         | 5          | 2     | 1      | 10             | 4              | 37     | 10     |
| 2006/07 | Sjachtar Donetsk | Premjer Liha        | 11         | 5          | 3     | 1      | 9              | 2              | 23     | 8      |
| 2007/08 | Manchester City  | Premier League      | 34         | 8          | 4     | 2      | 0              | 0              | 38     | 10     |
| 2008/09 | Manchester City  | Premier League      | 28         | 6          | 2     | 0      | 12             | 2              | 42     | 8      |
| 2009/10 | Galatasaray      | Süper Lig           | 25         | 3          | 4     | 1      | 9              | 2              | 38     | 6      |
| 2010/11 | Galatasaray      | Süper Lig           | 8          | 0          | 1     | 1      | 0              | 0              | 9      | 1      |
| 2010/11 | Santos           | Série A             | 12         | 1          | 0     | 0      | 12             | 3              | 24     | 4      |
| 2011/12 | Santos           | Série A             | 28         | 7          | 0     | 0      | 13             | 2              | 41     | 9      |
| 2011/12 | Grêmio           | Série A             | 0          | 0          | 0     | 0      | 5              | 1              | 5      | 1      |
| 2012/13 | Grêmio           | Série A             | 22         | 3          | 3     | 1      | 8              | 2              | 33     | 5      |
| 2013/14 | Flamengo         | Série A             | 4          | 0          | 0     | 0      | 4              | 1              | 8      | 1      |
| 2013/14 | Chennaiyin FC    | Indian Super League | 11         | 8          | 0     | 0      | 0              | 0              | 11     | 8      |
| 2014/15 | Chennaiyin FC    | Indian Super League | 15         | 4          | 0     | 0      | 0              | 0              | 15     | 4      |
| 2014/15 | Santos           | Série A             | 5          | 0          | 0     | 0      | 0              | 0              | 5      | 0      |
| 2015/16 | Santos           | Série A             | 7          | 0          | 3     | 0      | 0              | 0              | 10     | 0      |
| Totaal  | Totaal           | Totaal              | 291        | 69         | 24    | 7      | 115            | 27             | 430    | 102    |